# Hokej na trawie na Letnich Igrzyskach Olimpijskich 2016
Hokej na trawie na Letnich Igrzyskach Olimpijskich 2016 rozegrany został w Olympic Hockey Center. Turnieje odbyły się w dniach 7 – 20 sierpnia 2016 w Rio de Janeiro
W obu konkurencjach wystąpiło udział po 12 drużyn.

## Kwalifikacje

### Mężczyźni
| Zawody                            | Data                            | Miejsce      | Zakwalifikowane drużyny               |
| --------------------------------- | ------------------------------- | ------------ | ------------------------------------- |
| Gospodarz                         | –                               | –            | Brazylia                              |
| Igrzyska Azjatyckie 2014          | 20 września–2 października 2014 | Inczon       | Indie                                 |
| Liga Światowa                     | 3–14 czerwca 2015               | Buenos Aires | Niemcy Kanada Hiszpania Nowa Zelandia |
| Liga Światowa                     | 20 czerwca–5 lipca 2015         | Antwerpia    | Belgia Irlandia Wielka Brytania       |
| Igrzyska Panamerykańskie 2015     | 14–25 lipca 2015                | Toronto      | Argentyna                             |
| Mistrzostwa Europy                | 21–29 sierpnia 2015             | Londyn       | Holandia                              |
| Afrykański turniej kwalifikacyjny | 17–25 października 2015         | Randburg     | –                                     |
| Puchar Oceanii 2015               | 17–25 października 2015         | Stratford    | Australia                             |

### Kobiety
| Zawody                            | Data                            | Miejsce   | Zakwalifikowane drużyny              |
| --------------------------------- | ------------------------------- | --------- | ------------------------------------ |
| Igrzyska Azjatyckie 2014          | 20 września–2 października 2014 | Inczon    | Korea Południowa                     |
| Liga Światowa                     | 10–21 czerwca 2015              | Walencja  | Chiny Niemcy Argentyna Hiszpania     |
| Liga Światowa                     | 20 czerwca–5 lipca 2015         | Antwerpia | Holandia Japonia Nowa Zelandia Indie |
| Igrzyska Panamerykańskie 2015     | 14–24 lipca 2015                | Toronto   | Stany Zjednoczone                    |
| Mistrzostwa Europy                | 22–30 sierpnia 2015             | Londyn    | Wielka Brytania                      |
| Afrykański turniej kwalifikacyjny | 17–25 października 2015         | Randburg  | –                                    |
| Puchar Oceanii 2015               | 17–25 października 2015         | Stratford | Australia                            |

## Medaliści
| Konkurencja      | Złoto | Srebro | Brąz |
| Turniej mężczyzn | Argentyna Juan Manuel Vivaldi Gonzalo Peillat Juan Ignacio Gilardi Facundo Callioni Lucas Rey Matías Paredes Joaquín Menini Lucas Vila Luca Masso Ignacio Ortiz Juan Martín López Juan Manuel Saladino Isidoro Ibarra Matías Rey Manuel Brunet Agustín Mazzilli Lucas Rossi Pedro Ibarra | Belgia Arthur Van Doren John-John Dohmen Florent van Aubel Sébastien Dockier Cédric Charlier Gauthier Boccard Emmanuel Stockbroekx Thomas Briels Félix Denayer Vincent Vanasch Simon Gougnard Loïck Luypaert Tom Boon Jérôme Truyens Elliot Van Strydonck Tanguy Cosyns | Niemcy Nicolas Jacobi Mathias Müller Linus Butt Martin Häner Moritz Trompertz Mats Grambusch Christopher Wesley Timm Herzbruch Tobias Hauke Tom Grambusch Christopher Rühr Martin Zwicker Moritz Fürste Florian Fuchs Timur Oruz Niklas Wellen                           |
| Turniej kobiet   | Wielka Brytania Maddie Hinch Laura Unsworth Crista Cullen Hannah Macleod Georgie Twigg Helen Richardson-Walsh Susannah Townsend Kate Richardson-Walsh Sam Quek Alex Danson Giselle Ansley Sophie Bray Hollie Webb Shona McCallin Lily Owsley Nicola White                                | Holandia Joyce Sombroek Xan de Waard Kitty van Male Laurien Leurink Willemijn Bos Marloes Keetels Carlien Dirkse van den Heuvel Kelly Jonker Maria Verschoor Lidewij Welten Caia van Maasakker Maartje Paumen Naomi van As Ellen Hoog Margot van Geffen Eva de Goede    | Niemcy Nike Lorenz Selin Oruz Anne Schröder Lisa Schütze Charlotte Stapenhorst Katharina Otte Janne Müller-Wieland Hannah Krüger Jana Teschke Lisa Altenburg Franzisca Hauke Cécile Pieper Marie Mävers Annika Sprink Julia Müller Pia-Sophie Oldhafer Kristina Reynolds |

## Tabela medalowa
| Miejsce | Państwo         | Złoto | Srebro | Brąz | Razem |
| ------- | --------------- | ----- | ------ | ---- | ----- |
| 1       | Argentyna       | 1     | 0      | 0    | 1     |
| 1       | Wielka Brytania | 1     | 0      | 0    | 1     |
| 3       | Belgia          | 0     | 1      | 0    | 1     |
| 3       | Holandia        | 0     | 1      | 0    | 1     |
| 5       | Niemcy          | 0     | 0      | 2    | 2     |
|         | Razem           | 2     | 2      | 2    | 6     |